# ¡Anita, no te rajes!
¡Anita, no te rajes! es una telenovela estadounidense producida por Telemundo/RTI para Telemundo. Es una historia original de Valentina Párraga. 
Protagonizada por Ivonne Montero y Jorge Enrique Abello; y con las participaciones antagónicas de Natalia Streignard, Steve Roth, Giovan Ramos y las primeras actrices Martha Picanes y Jeannette Lehr. Cuenta además con las actuaciones estelares de Marcelo Cezán, Alexa Kuve y los primeros actores Elluz Peraza y Eduardo Serrano.

## Sinopsis
Relata las aventuras de Anita, una joven mexicana optimista y muy alegre que jamás se ha dejado vencer por las dificultades y que rige su vida bajo el lema de su fallecida madre: "Las Guerrero no se rajan". Anita decide irse indocumentada a Estados Unidos para buscar a su tía, Consuelo Guerrero, único miembro de la familia que le queda y a la que puede acudir.
Consuelo se casó con un importante constructor de origen irlandés y es poseedora de una gran fortuna. La verdad a la que la joven deberá enfrentarse es que Consuelo es su verdadera madre y que fue rechazada desde antes de nacer por ser el fruto de una violación.
En los Ángeles, Anita conoce a Eduardo Contreras, un ingeniero que la salva en contadas ocasiones de comprometedoras situaciones relacionadas con inmigración. Ambos continúan sus vidas por caminos separados, pero un día vuelven a encontrarse de manera casual en Miami. Mientras Anita busca a su familia y trata de esconderse por su situación legal, surge entre ella y Eduardo un divertido y entrañable amor que tendrán que defender de las complicadas trabas impuestas por algunas personas que rodean su vidas, entre ellas, la mujer de Eduardo y prima de Anita la malvada Ariana Dupont Aristizabal y su madre Carlota Aristizabal (cuñada de Amanda y tía de Ana). 

### Capítulos finales
Ariana se junta con un mafioso Plutarco Madrid quien era un antiguo socio del padre de Ana y que por razones laborales terminaron siendo enemigos mortales y tanto Plutarco como Ariana están tras Anita es ahí donde comienzan las desgracias. Ariana, en un tono de voz muy irónico, le recuerda a Anita de una canción de la infancia de los 10 perritos, y en ese entonces la va cantando para ir matando a todos los "perros" de Ana (los que la ayudaron todo este tiempo):
- 10: Adonis, y Tito el perro de Ana (asesinado).
- 9: Cachita con un pastel envenenado (sobrevive).
- 8: Abelardo, con una bomba guardada en una radiograbadora (sobrevive).
- 7: Pancho, tras ser electrocutado con un televisor (sobrevive).
- 6: El padre de Ariana (es asesinado accidentalmente cuando intentaba matar a Julio Cesar tras caerse del hueco de un ascensor).
- 5: Billie, tras ser drogado en un teatro (sobrevive).
- 4: Emiliano, planea que se muera ahogado y comido por un tiburón (sobrevive).
- 3: Amanda y Carlota, tras inhalar monóxido de carbono (sobrevive).
- 2: Consuelo, tras ser secuestrada sin comida ni bebida (sobrevive).

Al final de la historia, Ariana rapta a Anita con la intención de matarla, y se produce un enfrentamiento. Al final y al cabo, Ariana canta la última estrofa de "Los 10 perritos", considerándose, finalmente, como la última perrita. Tras ello se suicida, lanzándose desde lo alto de un edificio. 
Durante todos estos capítulos se muestra cuando Ariana mata a Ramiro con las manos de Eduardo inconsciente así este quedando como culpable de la muerte, Ana y David están implicados por haber estado en la escena, aparece el personaje de Verónica que impedirá la relación de Ana con Eduardo.
Finalmente la telenovela culmina con todos los personajes contados por sus protagonistas principales y sus finales felices, salvo el de la villana Carlota Aristizabal de Dupont, que termina completamente loca tras ver morir a su hija y debido a la abstinencia alcohólica a la que fue sometida, terminando a cargo de la abuela de Anita. El casamiento entre Anita y Eduardo es el broche final de la telenovela que mezcla aventura, amor y traiciones.

## Elenco
- Ivonne Montero - Ana María  Guerrero / Ana María Aristizábal Guerrero "Anita"
- Jorge Enrique Abello - Eduardo José Contreras
- Natalia Streignard - Ariana Elena Dupont Aristizábal
- Marcelo Cezán - David Aristizábal
- Elluz Peraza - Consuelo Guerrero / Graciela O'Donnell
- Eduardo Serrano - Emiliano Contreras
- Isabel Moreno - Cachita Moret
- Jeannette Lehr - Carlota Aristizábal Vda. de Dupont
- Martha Picanes - Amanda Aristizábal
- Roberto Moll - Abelardo Reyes
- Laura Termini - Maggie O’Donnell
- Christian Tappan - Padre Francisco
- Giovan Ramos - Ramiro Albornoz
- Alexa Kuve - Dulce María Contreras
- Millie Ruperto - Ambar Barros
- Andrea Loreto - Angie Barros
- Ruben Camelo - Roque Izquierdo
- Jana Martinez - Nati Izquierdo
- Kenia Gascón - Guadalupe Izquierdo
- Yadira Santana - Mercedes
- Michelle Manterola - Lucecita
- Stev Roth - Plutarco Madrid

## Banda sonora
1. Anita No Te Rajes - Bachá
2. Amo - Axel
3. Te Esperaré - Sin Bandera
4. Esta Vida - Tres de Copas
5. Solo Tu Amor - Vicky Echeverri
6. Amorcito Corazón - Los Panchos
7. Tengo Ganas - Victor Manuelle
8. La Descarada - Reyli Barba
9. Star (Estrella) - Kevin Johansen
10. Quiero Ser Tuya - Melina León
11. Qué Bonito Amor - José Alfredo Jiménez
12. Cuanto Te Amo Yo - Diego Vargas

## Repercusión
«Anita, no te rajes» estuvo en el top-10 de los programas de televisión más populares de todo el mundo en 2006, concretamente en el puesto n.º 9, siendo la 3.ª de las tres producciones hispanas del ranking. Para llegar a esta conclusión se ha realizado un estudio de audiencias en más de 20 países.